# عملیات ماترهورن
عملیات ماترهورن (انگلیسی: Operation Matterhorn) یک عملیات نظامی نیروهای هوایی ایالات متحده در جنگ جهانی دوم برای بمباران راهبردی امپراتوری ژاپن توسط بوئینگ بی-۲۹ سوپرفورترس مستقر در هند و چین بود.